# Districte de Commewijne
Commewijne és un districte de Surinam, localitzat a la riba dreta del Riu Surinam. La seva capital és Nieuw Amsterdam. Una altra població principal és Alliance.
El districte té una població de 25,200 persones i ocupa una superfície de 2,353 km².

## Resorts

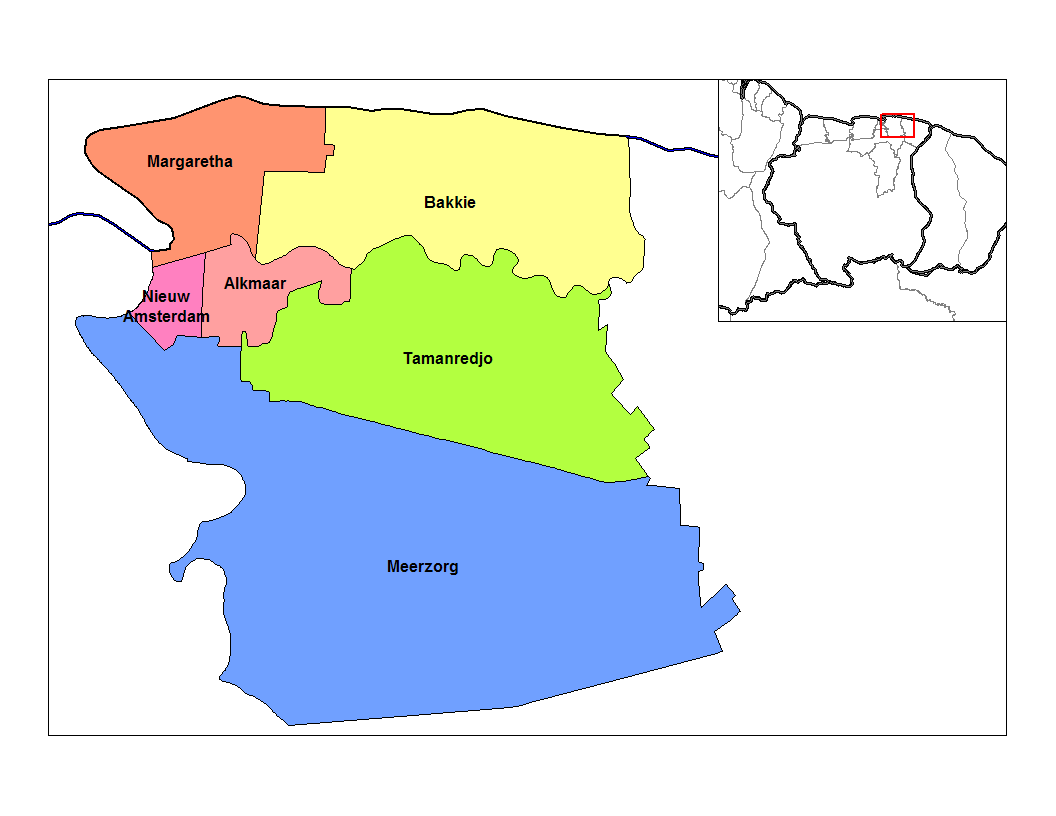
Resorts de Commewijne

Commewijne està dividit en 6 resorts (ressorten):
- Alkmaar
- Bakkie
- Margaretha
- Meerzorg
- Nieuw Amsterdam
- Tamanredjo

## Pobles
- Ephrata